# Erpodium luzonense
Erpodium luzonense là một loài rêu trong họ Erpodiaceae. Loài này được E.B. Bartram H.A. Crum mô tả khoa học đầu tiên năm 1972.